# ブラントフォード
ブラントフォード（英: Brantford）は、カナダのオンタリオ州南西部に位置する地方行政区のひとつ。ブラント郡に属していたが分離され、単一層自治体に格上げされた。グランド川 (Grand River) が市内を流れている。

## 歴史
市の歴史は1784年にジョセフ・ブラント首領と6つの先住民族がニューヨーク州からカナダに入植してきたことに始まる。彼らは王党派への忠誠心を称えられて、グランド川周辺の広大な土地が与えられた。モホーク族の入植地は現在の市の南端に位置した。ブラントらはグランド川を超え、この土地はブラントの浅瀬（"Brant's ford"）と呼ばれるようになった。1847年にヨーロッパからの入植が始まり、川の上流にある浅瀬にできた村がブラントフォードと名付けられた。
そして、1877年には市制が施行された。
20世紀前半、一時は州内第3位の規模をもつ大都市として栄え、カナダ国内において重要な産業都市のひとつであった。グランド川の航行可能な最深部に位置し、オンタリオ州南部における鉄道の拠点であったこともある。水運と鉄道による交通網が都市の発展を支え、農業機械や器具を生産する企業が育ち、この分野の産業が経済発展に大きく寄与した。

## 交通

### 空港
- ブラントフォード空港 (Brantford Airport) 、IATA：YFD）：小さな都市空港。
- ハミルトン国際空港 （IATA：YHM）：車で約20分。
- トロント・ピアソン国際空港 （Toronto Pearson International Airport、IATA：YYZ）：車で約1時間。

### 鉄道
- VIA鉄道：ウィンザーとケベックシティを結ぶコリドー号の駅がある。

### バス
- ブラントフォード交通局[2]：市内交通
- コーチカナダ：長距離バス
- グレイハウンド：長距離バス

### ハイウェイ
- オンタリオ州ハイウェイ403号 (Highway 403)
- オンタリオ州ハイウェイ24号 (Highway 24)

## 出身・関連著名人
- ウェイン・グレツキー
- アレクサンダー・グラハム・ベル